# Монтанера
Монтанера (итал. Montanera) је насеље у Италији у округу Кунео, региону Пијемонт.
Према процени из 2011. у насељу је живело 493 становника. Насеље се налази на надморској висини од 422 м.

## Становништво
Према резултатима пописа становништва 2011. у општини је живело 733 становника.
| 1936. | 1951. | 1961. | 1971. | 1981. | 1991. | 2001. | 2011. |
| ----- | ----- | ----- | ----- | ----- | ----- | ----- | ----- |
| 944   | 899   | 844   | 724   | 674   | 669   | 731   | 733   |

## Партнерски градови
- Vall de Boí